# Östra Hamnen, Västerås
Östra Hamnen är en  stadsdel i det administrativa bostadsområdet Kungsängen i Västerås. Området är ett bostadsområde som ligger mellan järnvägsstationen och Mälaren.
Östra Hamnen innehåller förutom ett sjönära boende med närhet till allmänna kommunikationsmedel, även Tullhuskajen, Pråmkajen och Färjkajen, som är centrum för passagerartrafik ut i Mälaren. En öppningsbar cykel- och fotgängarbro leder över till Lillåudden. Fraktbåtar hämtar spannmål från silon, längst in i Östra hamnen.
Området avgränsas av Våghusbron, Hamngränd, Kungsängsgatan, Östra Kajen, Mälaren och Svartån.
Området gränsar i norr till Kungsängen, i öster till Lillåudden och i väster till Lögarängen.